# Melanochromis brevis
Melanochromis brevis är en fiskart som beskrevs av Trewavas, 1935. Melanochromis brevis ingår i släktet Melanochromis och familjen Cichlidae. IUCN kategoriserar arten globalt som livskraftig. Inga underarter finns listade i Catalogue of Life.